# Inteligo Financial Services
Inteligo Financial Services S.A. (IFS) – spółka projektowo-informatyczna zajmująca się tworzeniem zintegrowanych rozwiązań informatycznych w bankowości elektronicznej oraz w usługach finansowych oferowanych online, wdrażania technologii i systemów informatycznych multikanałowej obsługi klientów, obsługi logistycznej klientów korzystających z Platformy Inteligo. Spółka była własnością PKO BP. 1 grudnia 2014 połączona z PKO BP Finat Sp. z o.o.

## Historia
Spółka została założona w 2000 przez Andrzeja Klesyka i Davida Puttsa, a pierwszym prezesem został Tomasz Kaźmierowski. Inwestorem strategicznym pod koniec 2000 został jeden z największych banków niemieckich Bankgesellschaft Berlin AG (BGB). W 2001 zakończono pracę nad budową rozwiązania informatycznego Platforma Inteligo i rozpoczęto działalność operacyjną polegająca na możliwości zdalnego otwarcia rachunku bankowego pod marką Inteligo we współpracy z polskim oddziałem BGB, Bankgesellschaft Berlin Polska S.A.
W 2002 BGB stał się wyłącznym akcjonariuszem IFS i sprzedał spółkę PKO BP. Spółka obsługiwała wówczas rachunki bankowe 160 000 klientów i planowała wdrożenie kredytów gotówkowych we współpracy z GE Capital Bank oraz metody elektronicznych płatności alternatywnych InteliPay
W ramach grupy kapitałowej PKO BP spółka prowadziła lub wspierała wdrożenia projektów informatycznych, m.in. wprowadzenie do oferty konta Inteligo zdalnego debetu, możliwości nabywania online jednostek funduszy inwestycyjnych PKO/Credit Suisse TFI S.A., oraz możliwości otrzymywania e-mailem wyciągów opatrzonych podpisem elektronicznym (2003), przeprowadzenie pierwszej w Polsce operacji połączenia dwóch systemów bankowości elektronicznej (2004), uruchomienie usługi „Płacę z PKO Inteligo” (późniejsze „Płacę z iPKO”) oraz udostępnienie zakupu online produktów takich jak doładowania telefonów, jednostki Bankowego OFE i ubezpieczenia dla klientów dla klientów PKO BP (2005), uruchomienie usługi bankowości elektronicznej w Banku Pocztowym i Kredobanku (2007), zmiana serwisu PKO Inteligo na iPKO i wdrożenie systemu zdalnej sprzedaży i obsługi online ubezpieczeń komunikacyjnych PZU (2008).
W 2009 Inteligo po raz trzeci otrzymało nagrodę „przyjazny bank Newsweeka”. Spółka rozwinęła serwis mobilny wprowadzając jako pierwszy bank w Polsce możliwość wzięcia debetu przez serwis lajt. Inteligo jako pierwsze w Polsce wprowadziło możliwość zaciągnięcia debetu do 2 tys. zł przez telefon komórkowy. W tym samym roku w Inteligo wprowadziło nowości w Serwisie SMS wydzielając funkcjonujący dotychczas kanał wykonywania zapytań o saldo, historię rachunku, numer rachunku, blokadę na rachunku oraz dodając nowe funkcje: wykonywanie płatności i doładowań zdefiniowanych wcześniej w serwisie WWW. Usługa została również uzupełniona o powiadomienia na komunikator lub e-mail – pierwsze takie rozwiązanie na rynku.
W grudniu 2014 spółka została połączona z PKO BP Finat Sp. z o.o.